# Astronidium rhaphidifolium
Astronidium rhaphidifolium är en tvåhjärtbladig växtart som beskrevs av J.F. Maxwell. Astronidium rhaphidifolium ingår i släktet Astronidium och familjen Melastomataceae. Inga underarter finns listade i Catalogue of Life.